# Dido abandonada (Schuster)
Dido abandonada (título original en italiano, Didone abbandonata) es una ópera en tres actos y 43 escenas del compositor alemán Joseph Anton Schuster (Dresde, 1748 – Dresde, 1812) con libreto en italiano de Pietro Metastasio, cuyo estreno tuvo lugar en el Teatro de San Carlos de Nápoles, el 12 de marzo de 1776. 

## Antecedentes
El libreto de Didone abandonata fue escrito por Metastasio para que fuera utilizado por el compositor italiano Domenico Natale Sarro para componer una ópera homónima en tres actos, cuyo estreno tuvo lugar en el Teatro San Bartolomé de Nápoles, el 1 de febrero de 1724. Posteriormente a Sarro fueron más de 70 los compositores que crearon óperas sobre el mismo libreto, entre ellos Händel, Hasse, Paisiello o Päer, siendo el último Carl Gottlieb Reissiger cuya Dido se estrenó en Dresde justo 100 años después, en 1824.

## Libreto
Las fuentes a las que acudió Metastasio para escribir el libreto fueron La Eneida  y  Los Fastos  de los poetas romanos Virgilio y Ovidio respectivamente.

El libreto es el segundo de la producción de Metastasio, estando comprendido entre Siface, re di Numidia  (1723) y  Siroe, re di Persia (1726).

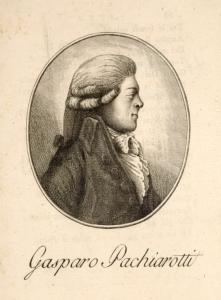
El castrato Gaspare Pacchierotti (1785)

## Personajes
| Personaje                                  | Tesitura | Reparto el 12 de marzo de 1776 Director: Joseph Anton Schuster |
| ------------------------------------------ | -------- | -------------------------------------------------------------- |
| Dido, reina de Cartago.                    | soprano  | Maria Anna Lucia de Amicis-Buonsollazzi                        |
| Enea, héroe troyano.                       | castrato | Gaspare Pacchierotti                                           |
| Jarbas, rey moro bajo el nombre de Arbace. | tenor    | Giuseppe Benedetti                                             |
| Selene, hermana de Dido.                   | soprano  | Elisabetta Ranieri                                             |
| Osmida, confidente de Dido.                | tenor    | Arcangelo Cortoni                                              |
| Araspe, confidente de Jarbas.              | bajo     | Nicola Lancellotti                                             |

Escenografía: Giuseppe Baldi

## VersiónVenecia
El 20 de enero de 1779, Schuster presentó una segunda versión de Dido en el Teatro San Benedetto de Venecia. La versión de 1779 fue una segunda representación tres años después de su presentación original en el teatro San Carlo en Nápoles, con motivo del carnaval de Venecia en 1779. El libreto es el mismo, excepto por la eliminación de un baile con pantomima que seguía a la obra. Entre otros cambios, encontramos que el set de actores es diferente a su primera representación, así como el coreógrafo de otro baile que sucedía a la representación. La nueva coreografía corrió a cargo de Jean Favier.La escenografía para esta versión corrió a cargo de Mauro Cugini y el verstuario corrió a cargo de Luigi Bechetti.
El editor de la versión fue Modesto Fenzo, que también participó en ediciones de otros autores con este mismo libreto.

## Personajes
| Personaje                                  | Tesitura | Reparto el 20 de enero de 1779 Director: Joseph Anton Schuster |
| ------------------------------------------ | -------- | -------------------------------------------------------------- |
| Dido, reina de Cartago.                    | soprano  | Giovanna Gardi                                                 |
| Eneas, héroe troyano.                      | castrato | Tommaso Consoli                                                |
| Jarbas, rey moro bajo el nombre de Arbace. | tenor    | Giuseppe Calcagni                                              |
| Selene, hermana de Dido.                   | soprano  | Palmira Sassi                                                  |
| Osmida, confidente de Dido.                | soprano  | Maddalena Garbesi                                              |
| Araspe, confidente de Jarbas.              | bajo     | Charles Beauvallet                                             |

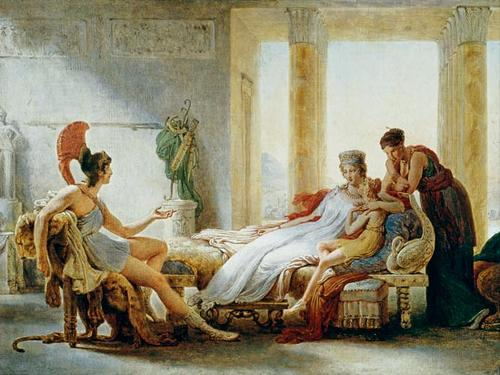
Eneas narra a Dido la destrucción de Troya Óleo de Pierre-Narcisse Guérin (1815)

Escenografía: Girolamo Mauro y Domenico Mauro

## Argumento

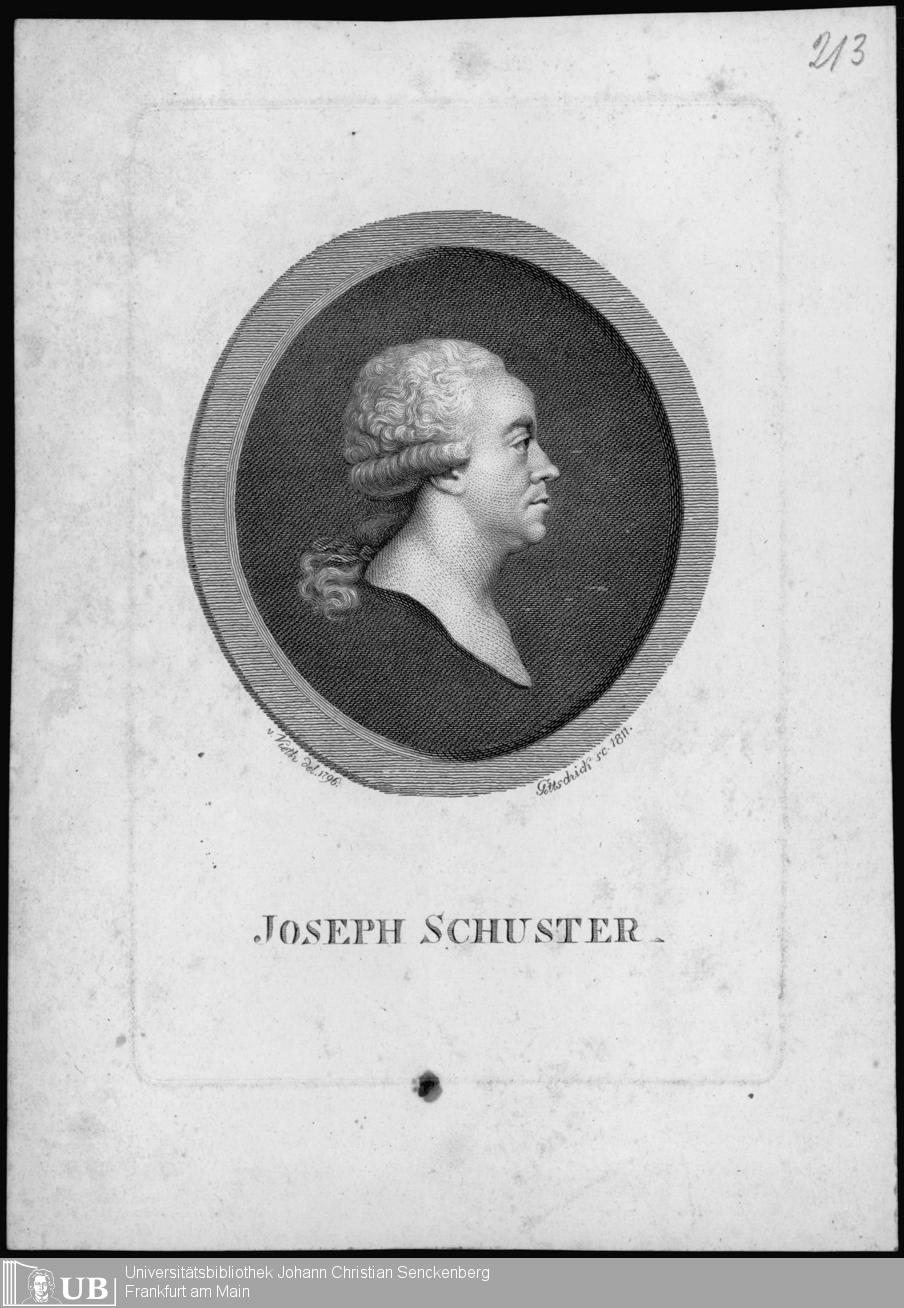
Joseph Anton Schuster Grabado de Johann Christian Gottschick

La acción se desarrolla en Cartago. 

Dido, viuda de Siqueo, tras serle asesinado el marido por su hermano Pigmalión, rey de Tiro, huyó con inmensas riquezas a África donde, comprando suficiente territorio, fundó Cartago. 

Fue allí solicitada como esposa por muchos, particularmente por Jarbas, rey de los moros, rehusando siempre, pues decía querer guardar fidelidad a las cenizas del extinto cónyuge. 

Mientras tanto, el troyano Eneas, habiendo sido destruida su patria por los griegos, cuando se dirigía a Italia fue arrastrado por una tempestad hasta las orillas de África, siendo allí recogido y cuidado por Dido, la cual se enamoró de él ardientemente; pero mientras éste se complacía y se demoraba en Cartago por el cariño de la misma, los dioses le ordenaron que abandonara aquel cielo y que continuara su camino hacia Italia donde le prometieron que habría de resurgir una nueva Troya. Él partió, y Dido, desesperadamente, después de haber intentado en vano retenerlo, se suicidó. 

Todo esto lo cuenta Virgilio, uniendo el tiempo de la fundación de Cartago a los errores de Eneas, en un bello anacronismo. 

Ovidio, en el tercer libro de sus Fastos, recoge que Jarbas se apoderó de Cartago tras la muerte de Dido, y que Ana, hermana de la misma, a la que llamaremos Selene, estaba ocultamente enamorada de Eneas. 

Por comodidad de la representación se finge que Jarbas, atraído por ver a Dido, se introduce en Cartago como embajador de sí mismo, bajo el nombre de Arbace. 

## Influencia
Metastasio tuvo gran influencia sobre los compositores de ópera desde principios del siglo XVIII a comienzos del siglo XIX. Los teatros de más renombre representaron en este período obras del ilustre italiano, y los compositores musicalizaron los libretos que el público esperaba ansioso. Didone abbandonata fue utilizada por más de 70 compositores para componer otras tantas óperas de las que casi ninguna de ellas ha sobrevivido al paso del tiempo.